# Museo de la RDA
El Museo de la RDA es un museo de historia ubicado en Berlín, Alemania. Se encuentra en un distrito federal de la antaño República Democrática Alemana (RDA, o Alemania del Este), justo sobre el río Spree, al otro lado de la catedral de Berlín. El museo trata en sus exhibiciones la vida diaria en la Alemania Oriental en los años de la Guerra Fría, considerándose en la actualidad de los museos más importantes de la capital. 
El museo fue inaugurado en julio de 2006 bajo el lema «Historias palpables», financiado por fundaciones privadas, cosa algo atípica ya que en Alemania la mayoría de museo de esta categoría son públicos. A pesar de las críticas iniciales por este motivo, se ha convertido en uno de los museos más visitados de Berlín (con unos 5 millones de visitas en su primera década de actividad) y, en 2008 y 2012, fue nominado para el Premio del museo europeo del año.  
La idea de un museo dedicado a la Alemania Oriental fue concebida por el etnólogo Peter Kenzelmann tras percatarse, durante un viaje a Berlín, que no existía ninguno dedicado a esta importante época de la historia alemana.

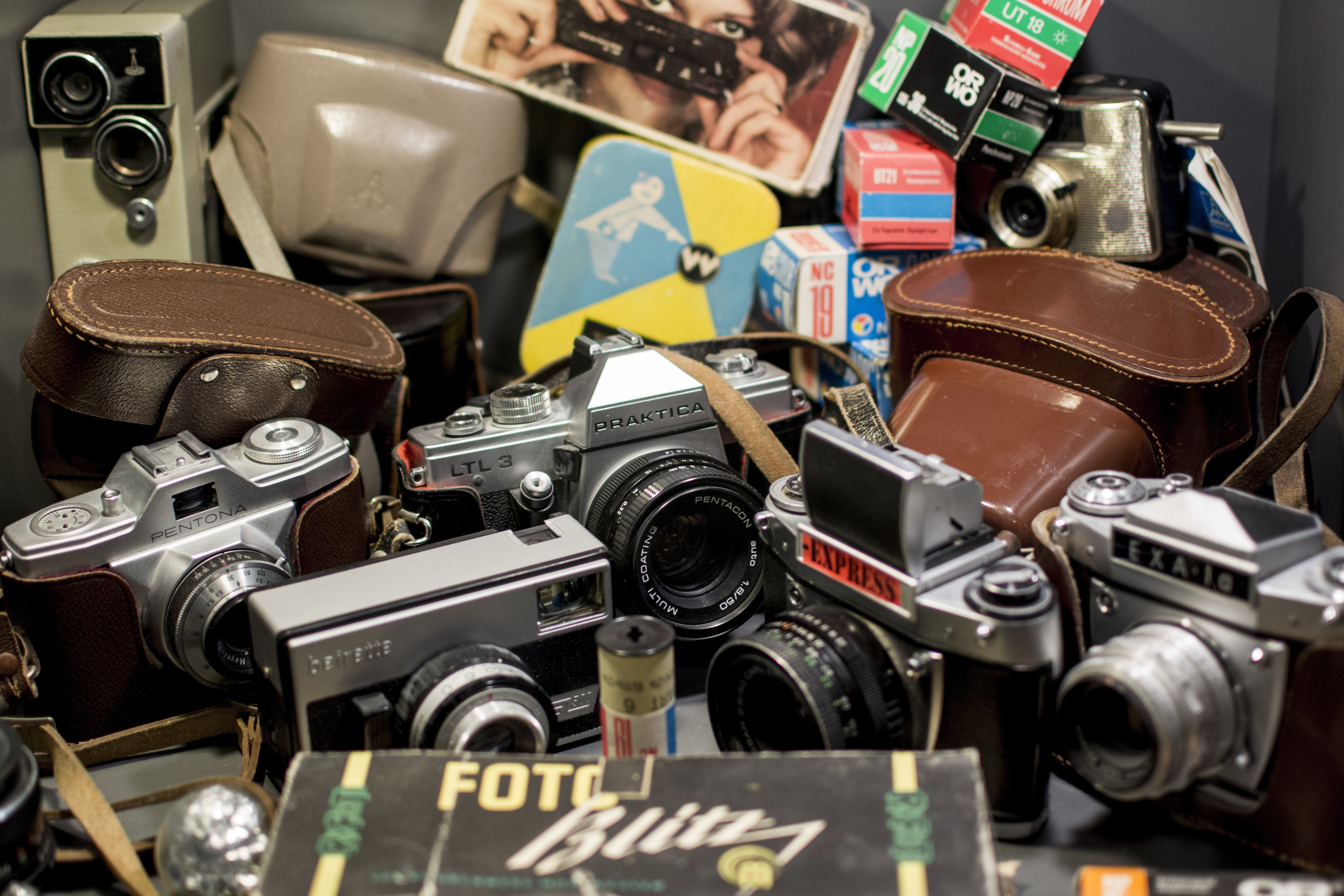
Un surtido de cámaras analógicas y carretes de cámara fabricados en la RDA

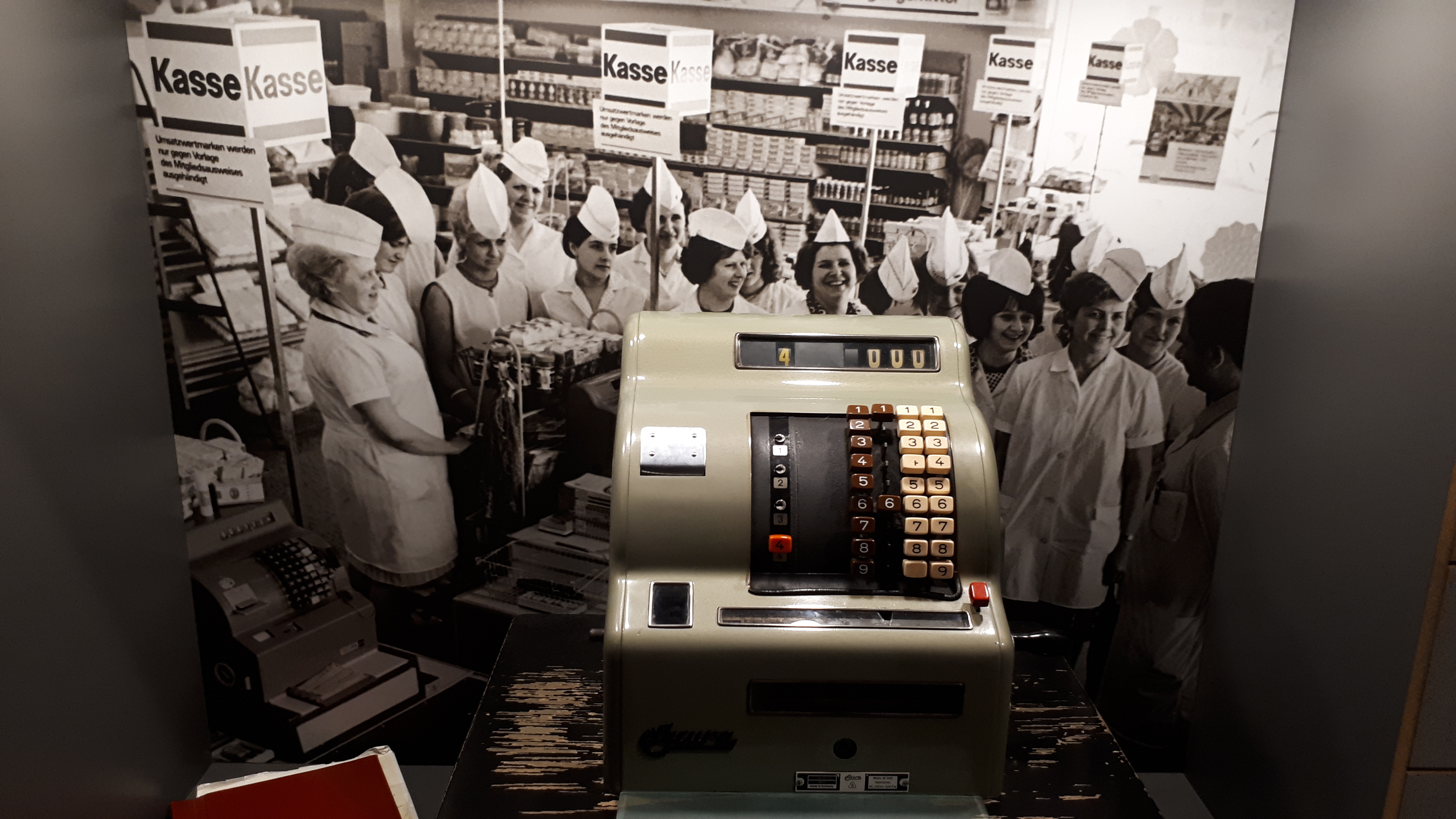
Caja registradora de la RDA. En el fondo la imagen de una farmacia de Berlín Este.

## Temática
El Museo de la RDA es un museo participativo, es decir, que la experiencia del visitante se crea a través de su implicación en la exhibición (hands-on museum). Un dispositivo de escuchas le confiere al visitante la sensación de estar bajo vigilancia, mientras utiliza el dial rotatorio de un antiguo teléfono, por ejemplo, o estando sentado en un Trabant leyendo un periódico de la época. En un piso recreado del sector Este (tipo Plattenbau) puede cambiar de ropa a vestimenta típica de la RDA –eso sí, contando con el apoyo de un espejo digital– mientras cambia los canales de un viejo televisor que emite programas de la época (grabados en cintas) o utiliza una máquina de escribir original de fabricación germanooriental.
El museo se desarrolla en torno a tres áreas temáticas principales: «La vida cotidiana», «Estado e ideología» y «La vida en el bloque» (refiriéndose al Plattenbau), divididas en 35 módulos (sin orden en particular): Territorio y fronteras, Berlín, Tráfico, El muro, La Stasi, Consumo y productos, Alimentación, Construcción, Vivienda, Colaboraciones, Familia, Igualdad, El sector privado, Los medios, Literatura, Educación, Infancia, Juventud, Trabajo, Moda, Cultura, Tiempo libre, Música, Vacaciones, Salud, Ejército, Estado, Partido, Oposición, Hermandad de estados socialistas, Sistema penal, Economía, Medio ambiente y Autoridad. 
La idea general del museo es no tener un enfoque especial en ninguna de las temáticas o exhibiciones, sino crear un ambiente que confiera al visitante la sensación de realidad de la vida en Alemania del Este a través de los sentimientos y las emociones.

## Detalles de la exhibición
La colección del museo contiene más de 250 000 objetos, los cuales se pueden apreciar en la web oficial de la institución (con una base de datos completa disponible para el público).

### Puntos destacados
- La recreación de un piso modelo WBS 70 (Plattenbau), de cinco habitaciones, lleno de objetos típicos de la época.
- Cine ambientado en la época.
- Una celda de prisión.
- Cuarto de vigilancia.
- Cuarto de interrogaciones.
- Enfermería.

### Piezas destacadas
- Un Trabant 601, con simulador de conducción incluido.
- Un proyector usado por la Administración del Estado.
- Una máquina de imprenta de la Umweltbibliothek (librería que existía en los últimos años de la RDA).
- Páginas de prensa impresas por dicha máquina.
- Diarios originales de dirigentes de las instituciones germanoorientales.
- Un Volvo 264 TE que servía de coche oficial de los ministros en la RDA.
- Registros sobre la carencia de alimentos y libretas de sellos.
- Libros de estudios de los colegios en todas sus etapas.
- Un microchip de 1Mb.
- El típico ciclomotor Simson Schwalbe, fabricado en la RDA.
- El fármaco oral Turinabol, comúnmente usado como droga en la RDA.
- Un ascensor simulado (motion-ride).
- El mural Lob des Kommunismus (Elogio al comunismo), obra de Ronald Paris.

En agosto de 2018 se inauguró la exposición multimedia «Berlín de los noventa», ubicada en el complejo de Alte Münze en Berlín-Mitte, que mostraba la vida en Berlín después de la caída del Muro, con espacios abiertos recién inaugurados. La exposición cerró a finales de 2019.